# Beccles
Beccles è un paese di 9 850 abitanti della contea del Suffolk, in Inghilterra.

## Amministrazione

### Gemellaggi
- Petit-Couronne, Francia